# Lecanora hypoptella
Lecanora hypoptella är en lavart som först beskrevs av William Nylander och som fick sitt nu gällande namn av Vitus Johannes Grummann. 
Lecanora hypoptella ingår i släktet Lecanora och familjen Lecanoraceae. Arten är reproducerande i Sverige.